# The Coral (musikalbum)
The Coral är det brittiska rockbandet The Corals debutalbum, utgivet den 29 juli 2002. Det blev femma på den brittiska albumlistan och nominerades till Mercury Music Prize.
Låtarna "Goodbye" och "Dreaming of You" släpptes som singlar.

## Låtlista
1. "Spanish Main" (James Skelly) - 1:53
2. "I Remember When" (James Skelly) - 3:38
3. "Shadows Fall" (The Coral) - 3:29
4. "Dreaming of You" (James Skelly) - 2:21
5. "Simon Diamond" (Nick Power/James Skelly) - 2:28
6. "Goodbye" (Nick Power/James Skelly) - 4:02
7. "Waiting for the Heartaches" (James Skelly) - 4:03
8. "Skeleton Key" (Nick Power/James Skelly) - 3:03
9. "Wildfire" (Nick Power) - 2:45
10. "Bad Man" (Nick Power/James Skelly) - 3:03
11. "Calendars and Clocks" (Nick Power/James Skelly) - 11:56